# Fernando Sáenz Lacalle
Fernando Sáenz Lacalle (Cintruénigo, 16 novembre 1932 – La Libertad, 28 aprile 2022) è stato un arcivescovo cattolico e missionario spagnolo.

## Biografia
Fernando Sáenz Lacalle nacque a Cintruénigo il 16 novembre 1932 da Eusebio Sáenz Sánchez e Constanza Lacalle Cámara.

### Formazione e ministero sacerdotale
Nel 1959 conseguì il dottorato in sacra teologia presso la Pontificia Università Lateranense a Roma con una tesi intitolata La participación de los fieles en la Victima del Sacrificio de la Misa a la luz de la liturgia. Ottenne anche la laurea in scienze chimiche presso l'Università di Saragozza.
Il 9 agosto 1959 è stato ordinato presbitero per l'Opus Dei a Madrid. In seguito fu cappellano dei circoli giovanili e delle residenze universitarie maschili e femminili di San José, in Costa Rica, dal 1959 al 1961; cappellano delle residenze universitarie maschili e femminili di San Salvador dal 1962 al 1983; cappellano del Centro culturale "Buenos Aires" di San Salvador; consulente dell'Istituto per la cooperazione e l'educazione familiare (ICEF); promotore e cappellano del Centro culturale Sirama per la formazione delle donne a livello operativo; membro della commissione nazionale per la preparazione spirituale alla venuta di papa Giovanni Paolo II in El Salvador e vicario delegato della prelatura della Santa Croce e Opus Dei in El Salvador.
Diresse numerosi di corsi di ritiro, conferenze, corsi di religione a vari livelli, sia superiori che elementari, e rivolti a tutti i tipi di persone, uomini e donne, di tutte le età e condizioni.

### Ministero episcopale
Il 22 dicembre 1984 papa Giovanni Paolo II lo nominò vescovo ausiliare di Santa Ana e titolare di Tabbora. Ricevette l'ordinazione episcopale il 6 gennaio successivo nella basilica di San Pietro in Vaticano dallo stesso pontefice, co-consacranti gli arcivescovi Eduardo Martínez Somalo, sostituto per gli affari generali della Segreteria di Stato della Santa Sede, e Duraisamy Simon Lourdusamy, segretario della Congregazione per l'evangelizzazione dei popoli.
Dal 3 luglio 1993 al 19 giugno 1997 fu anche amministratore apostolico ad nutum Sanctae Sedis dell'ordinariato militare in El Salvador. In ragione di questo ufficio, nel 1997 venne promosso a brigadier generale delle Forze armate di El Salvador.
Il 22 aprile 1995 papa Giovanni Paolo II lo nominò arcivescovo metropolita di San Salvador. Prese possesso dell'arcidiocesi il 13 maggio successivo.
Poco dopo fece una serie di spostamenti del personale arcivescovile, chiuse dei programmi diocesani e modificò il curriculum di studi del seminario diocesano. Sáenz difese la sua posizione dicendo che la Chiesa dovrebbe parlare a nome dei poveri e dei bisognosi ma non dovrebbe mai essere coinvolta nell'attivismo o nella politica.
Sostenne la causa della canonizzazione del suo predecessore, monsignor Óscar Romero, del quale era stato amico e confessore. Lo stesso giorno del suo assassinio accompagnò monsignor Romero ad un'attività di formazione, in cui si discusse della guerra cristera e del beato Miguel Agustín Pro. Poi lo portò in macchina all'ospedale della Divina Provvidenza, nella cui cappella sarebbe stato assassinato ore dopo, mentre presiedeva la celebrazione eucaristica.
Nel 1996 accolse papa Giovanni Paolo II nella sua seconda visita in El Salvador.
Dal 1998 al 1999 fu amministratore apostolico di Santa Ana.
Dal 1998 al 27 dicembre 2008 fu presidente della Conferenza episcopale di El Salvador.
Il 19 marzo 1999 presiedette l'inaugurazione della nuova cattedrale metropolitana del Divino Salvatore del Mondo a San Salvador, la cui costruzione durava dal 1956. Nel 2001 dovette affrontare la grave distruzione lasciata nel Paese dai terremoti di gennaio e febbraio di quell'anno, promuovendo progetti di ricostruzione con l'aiuto di gruppi ecclesiastici stranieri. In diverse occasioni durante il episcopato, criticò la promozione dell'aborto e dei contraccettivi, sostenendo l'organizzazione cattolica "Sí a la Vida". In qualità di presidente della Conferenza episcopale, si espresse in più occasioni contro lo sfruttamento eccessivo delle risorse minerarie del paese per i danni che provoca alle persone e all'ambiente.
Nel novembre del 2001 e nel febbraio del 2008 compì la visita ad limina.
Il 27 dicembre 2008 papa Benedetto XVI accettò la sua rinuncia al governo pastorale dell'arcidiocesi per raggiunti limiti di età.
Morì a La Libertad alle ore 5:50 del 28 aprile 2022 all'età di 89 anni per la malattia di Alzheimer, di cui soffriva dal 2012 e che ne aveva limitato notevolmente l'attività pastorale. Le esequie si tennero il 2 maggio alle ore 10 nella cattedrale metropolitana del Divino Salvatore del Mondo a San Salvador e furono presiedute da monsignor José Luis Escobar Alas, arcivescovo metropolita di San Salvador. Al termine del rito fu sepolto nella cripta dello stesso edificio.

## Genealogia episcopale
La genealogia episcopale è:
- Cardinale Scipione Rebiba
- Cardinale Giulio Antonio Santori
- Cardinale Girolamo Bernerio, O.P.
- Arcivescovo Galeazzo Sanvitale
- Cardinale Ludovico Ludovisi
- Cardinale Luigi Caetani
- Cardinale Ulderico Carpegna
- Cardinale Paluzzo Paluzzi Altieri degli Albertoni
- Papa Benedetto XIII
- Papa Benedetto XIV
- Papa Clemente XIII
- Cardinale Enrico Benedetto Stuart
- Papa Leone XII
- Cardinale Chiarissimo Falconieri Mellini
- Cardinale Camillo Di Pietro
- Cardinale Mieczysław Halka Ledóchowski
- Cardinale Jan Maurycy Paweł Puzyna de Kosielsko
- Arcivescovo Józef Bilczewski
- Arcivescovo Bolesław Twardowski
- Arcivescovo Eugeniusz Baziak
- Papa Giovanni Paolo II
- Arcivescovo Fernando Sáenz Lacalle